# Palatul din Rujanî

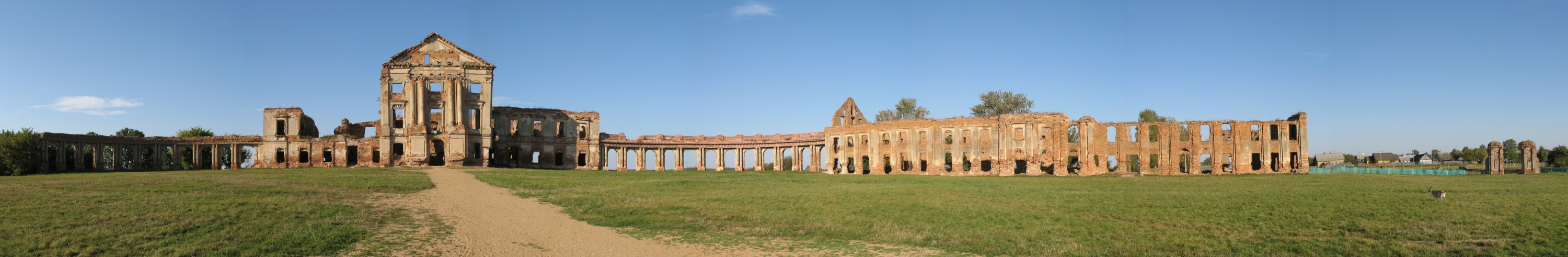
Ruinele castelului și teatrului Rujanî în 2007

Palatul din Rujanî (în belarusă палац у Ружанах) este un palat ruinat din satul Rujanî, raionul Prujanî, regiunea Brest, în vestul Bielorusiei. Între secolele al XVI-lea și al XIX-lea, Rujanî, numit atunci Różany (în poloneză), a fost palatul familiei Sapieha. În prezent, castelul este în curs de reconstrucție, poarta ornată a palatului și clădirea de intrare fiind deja restaurate. 

## Istoric
Palatul și-a început viața la sfârșitul secolului al XVI-lea ca reședință a lui Lew Sapieha, fiind finalizat în 1602.  Reședința Sapieha a fost distrusă în timpul luptei interne din Marele Ducat al Lituaniei, când a fost atacat de către forțele lui Michał Serwacy Wiśniowiecki în 1700. 
Palatul Rujanî a fost reconstruit ca o măreață reședință neoclasică în anii 1770 de către Aleksander Michał Sapieha, care a folosit serviciile arhitectului Jan Samuel Becker din Saxonia, ce a plasat palatul într-un parc englez.  În afară de palat, au mai existat un teatru (construit între 1784-1788), o oranjerie și alte câteva clădiri. Becker a proiectat, de asemenea, biserica locală (reconstruită în anii 1850). 

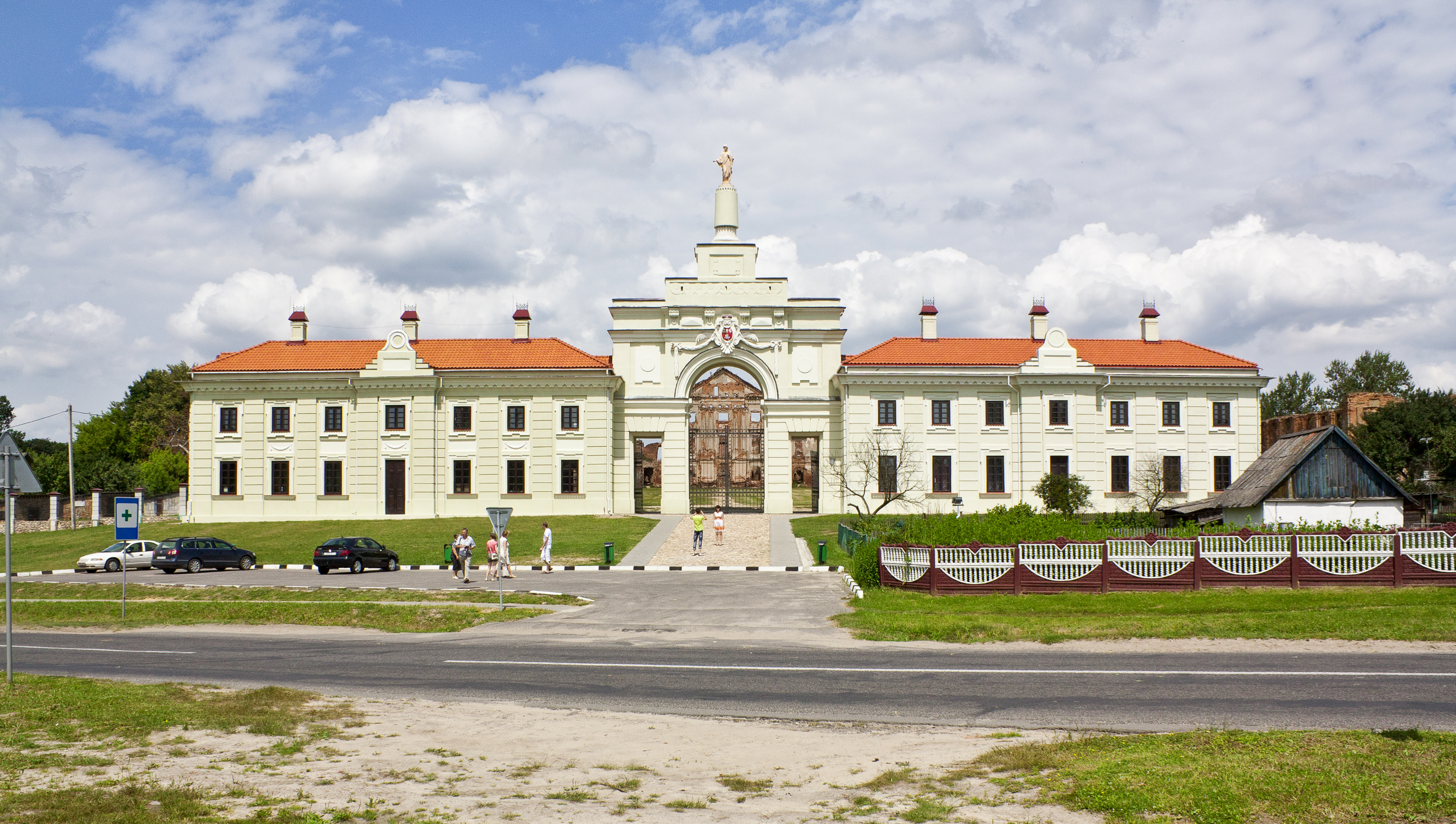
Poarta castelului a fost recent reconstruită.

Până la vizita regelui Stanisław al II-lea din 1784, lucrările la palat au fost suspendate. Bunurile familiei Sapieha au fost naționalizate în urma Revoltei din noiembrie (1831). Trei ani mai târziu, ansamblul palatului a fost vândut pentru a fi utilizat ca fabrică de țesături. 
În 1914, palatul a fost incendiat accidental de către lucrătorii din fabrică. Primul război mondial și dificultățile financiare ulterioare au împiedicat restaurarea clădirii până în 1930, însă palatul parțial restaurat a devenit o ruină din nou în numai cincisprezece ani, ca urmare a celui de-al doilea război mondial. Poarta ornată a palatului a supraviețuit și a fost recent restaurată. 